# Fantôme Iris
Fantôme Iris（ファントムイリス）は、メディアミックス作品『from ARGONAVIS』に登場する架空のヴィジュアル系ロックバンド、ならびにそれを元としたバンドユニット。テーマカラーは■LILY IRIS（濃い紫）。略称は「ファントム」。

## 概要
メディアミックス作品『from ARGONAVIS』の活動の一環で結成された。

### 作中のバンドについて
名古屋で活動していたヴィジュアル系バンド、として設定されている。派手なメイクを施してステージネームを使用しており、女形のメンバーもいる。また、メンバーは副業を持つ30歳前後の社会人であり、音楽活動を周囲に隠しているメンバーもいる。
ヴィジュアル系において"耽美系"と言われるようなゴシックな世界観を構築して楽曲制作・ステージパフォーマンスを行っており、「吸血鬼」「ダンピール」などの"設定"を各メンバーに付与、ファンに周知している。ファンは"設定"であることを理解しファン活動を行っているような描写がある。
ランズベリー・アーサー以外の担当声優は音楽ライブに出演しないが、ラジオや生放送、朗読イベントなどには参加することがある。

### ライブ活動
『from ARGONAVIS』発の一部のバンドは、キャラクターの声を担当する声優が楽器を実際に演奏しライブ活動を行っているが、Fantôme Irisに関しては、ボーカルのランズベリー以外はプロミュージシャンのサポートメンバーを迎えて活動している。なお、基本的には毎回同じメンバーがサポートに入っており、ランズベリーも「（正式な）メンバーだと思っている」と語っている。
作中に登場する同名のバンド「Fantôme Iris」の"キャラクターとして"ステージに立ち、演奏や歌唱、MC（ランズベリーのみ）を行う。サポートメンバーも含めて、衣装・ヘアメイクなどでキャラクターを表現し、前述のような作中のキャラクターの世界観・ステージを再現している。一部のライブや、アンコールパートなどではキャスト本人として歌唱やMCを行うこともある。

### 音楽性
ヴィジュアル系と呼ばれる音楽ジャンルの中から、ストリングスを用いた耽美な曲から"コテ系"と呼ばれるハードなものまで、幅広いテイストで制作されている。曲調が幅広いため、ランズベリーは歌唱で「Fantôme Irisらしさ」の統一感を出すようにしている。
ランズベリー・アーサーがオーディションを受けた際の課題曲はシドの「ENAMEL」で、実際にオリジナル楽曲の大半はシドのメンバーが制作している。また、ライブのサポートメンバーはドラムのKENZO（彩冷える）をはじめ、ヴィジュアル系をルーツに持つメンバーが多い。
楽曲は基本的に作品のストーリー、キャラクターの心情などに基づいて作られ、シドや逹瑯（MUCC）など、様々な作曲家・有名アーティストから提供を受けている。
Fantôme Irisの一部楽曲を制作しているユニット「UYKADO」に、ライブのサポートメンバーであるKENZOとYOUSAYが参加していることが発表された（もう1名もFantôme Irisの楽曲制作や、ST//RAYRIDEのサポートメンバーとしてプロジェクトに関わる加藤貴之）。同ユニットではGYROAXIAや、姉妹コンテンツ『BanG Dream!』のバンド（MyGO!!!!!やAve Mujica）の楽曲制作にも携わっている。

## メンバー

### 担当声優
- ランズベリー・アーサー：フェリクス・ルイ=クロード・モンドール（FELIX）役
- 和田将弥：黒川燈（LIGHT）役
- 福山潤：洲崎遵（ZACK）役
- 代永翼：御劔虎春（HARU)役
- 鮎川太陽：楠大門（D）役

### ライブ出演メンバー
サポートメンバーについては「冬真 as LIGHT」のように、担当するキャラクターが示唆される形で表記される。基本的には固定のサポートメンバーで活動を行っている。
リアルバンドとして活動するArgonavisやGYROAXIAのメンバーと同じく、担当キャラクターを思わせる衣装を着用。ヴィジュアル系バンドらしい華美な衣装・メイクとなっている。
一部のサポートメンバーについてはウィッグを着用し、よりキャラクターに近づけた外見でステージに立っている。一方、ランズベリー以外のサポートメンバーは声を担当していないため、ステージ上でのMCは行わない（ライブ本編終了後のフリートークを除く）。
- ランズベリー・アーサー：ボーカル（FELIX）担当
- 冬真：リズムギター（LIGHT）担当
- YOUSAY：リードギター（ZACK）担当
- Sato[注 1]→めんま[注 2]：ベース（HARU）担当
- KENZO：ドラム（D）担当

## エピソード

### ライブパフォーマンス
作中の描写に準拠し、MC上ではライブのことを「夜会」、ファンを「眷属」と呼ぶ。ファン以外の来場者は「まだ眷属ではない者」。
MC中にFELIX（ランズベリー・アーサー）が、LIGHT（冬真）が渡したワイン（を模したドリンク）を飲み、同時にFELIXと来場者が「乾杯」することが恒例のパフォーマンスとなっている。
コンセプトを定めたライブを不定期に開催している。ハロウィンの時期には出演者が特殊メイクで角や羽などを着けたハロウィンライブを開催。「ワンダーランド」をモチーフとしたライブでは不思議の国のアリス風の衣装とセットを用い、ステージ上でお茶会をした。
プロデューサー・北岡那之はインタビューの中で、「Fantôme Irisは熱量よりも見せ方を重視する方針を取っている」と話している。

### カバー楽曲
ゲームに収録された曲や音源化している曲以外にも、ライブでのみ披露しているカバー楽曲が多数存在している。
「ROSIER」（LUNA SEA）、「BLACK JACK」「ヴァンパイア」（Janne Da Arc）、「ニルヴァーナ」（MUCC）などヴィジュアル系の名曲から「STAND PROUD」（ジョジョの奇妙な冒険 スターダストクルセイダースの主題歌）、「聖少女領域」（ローゼンメイデントロイメントの主題歌）などのアニメソングをヴィジュアル系風にアレンジしたカバーまで、幅広く披露している。
2021年のライブ「月光饗宴」では、バンドの出身地（設定）、ライブの開催地である名古屋にちなみ、黒夢の「Miss MOONLIGHT」を披露。曲の認知度以上にライブの雰囲気との親和性を優先するなど、コアなヴィジュアル系ファンへ向けた選曲もしている。「DRINK IT DOWN」（L'Arc〜en〜Ciel）をランズベリーの提案で歌唱するなど、メンバーの発案で曲を選定することもある。
2024年のライブではX JAPANの「Rusty Nail」のカバーを披露。ランズベリーによると「活動初期からいつか挑戦することを目標にしていた」のが実現したもの。
一部楽曲のアレンジ、BGMの作曲などはサポートギターの冬真、Argonavisの日向大輔など、プロジェクトにゆかりのあるメンバーが担当している。

## 作品

### シングル
|     | 発売日         | タイトル              | 販売形態   | 規格品番   | 形態       | オリコン 最高位 |
| --- | -------------- | --------------------- | ---------- | ---------- | ---------- | --------------- |
| 1st | 2021年7月14日  | ザクロ/狂喜のメロディ | CD+Blu-ray | BRMM-10430 | 初回限定盤 | 13位            |
| 1st | 2021年7月14日  | ザクロ/狂喜のメロディ | CD         | BRMM-10431 | 通常盤     | 13位            |
| 2nd | 2021年12月22日 | ピエロ                | CD+Blu-ray | BRMM-10487 | 初回限定盤 | 31位            |
| 2nd | 2021年12月22日 | ピエロ                | CD         | BRMM-10488 | 通常盤     | 31位            |

### アルバム
|     | 発売日       | タイトル | 販売形態   | 規格品番   | 形態       | オリコン 最高位 |
| --- | ------------ | -------- | ---------- | ---------- | ---------- | --------------- |
| 1st | 2022年9月7日 | miroir   | CD+Blu-ray | ARCA-10004 | 初回限定盤 | 36位            |
| 1st | 2022年9月7日 | miroir   | CD         | ARCA-10005 | 通常盤     | 36位            |

### 配信シングル
|     | 発売日         | タイトル               |
| --- | -------------- | ---------------------- |
| 1st | 2020年9月25日  | histoire               |
| 2nd | 2021年3月14日  | 棺の中のセラヴィ       |
| 3rd | 2021年10月31日 | Spooky Halloween Night |
| 4th | 2021年3月2日   | Janus                  |
| 5th | 2022年3月16日  | un:Mizeria             |
| 6th | 2023年8月7日   | 下弦の月夜             |
| 7th | 2024年1月5日   | Brilliant Days         |

### 参加作品
| 発売日             | タイトル                            | 楽曲                                                      | 収録曲                                                                                        |
| ------------------ | ----------------------------------- | --------------------------------------------------------- | --------------------------------------------------------------------------------------------- |
| 2020年12月9日      | 銀の百合/バンザイRIZING!!!/光の悪魔 | 「銀の百合」 「histoire」 「誘惑」                        | Fantôme Iris                                                                                  |
| 2021年2月3日       | AAside                              | 「AAside」                                                | 七星 蓮 × 旭 那由多 × FELIX × 神ノ島風太 × 宇治川紫夕                                         |
| 2021年11月19日     | ARGONAVIS Cover Collection -Mix-    | 「1/3の純情な感情」 「the WORLD」 「嘘」 「ニルヴァーナ」 | Fantôme Iris                                                                                  |
| 2024年4月10日      | キミが見たステージへ                | 「キミが見たステージへ 」                                 | from ARGONAVIS（七星 蓮×旭 那由多×FELIX×神ノ島風太×宇治川紫夕×二条 遥×淀川麟太郎×天王寺龍介） |
| 「Brilliant Days」 | Fantome Iris                        |                                                           |                                                                                               |

## ライブ・コンサート

### 単独ライブ
| # | 開催年 | 公演日程 | タイトル                                       | 会場                                   |
| - | ------ | -------- | ---------------------------------------------- | -------------------------------------- |
| 1 | 2021年 | 5月5日   | Fantôme Iris 1st LIVE -C'est la vie!-          | 全1公演： Zepp Haneda 無観客配信ライブ |
| 2 | 2021年 | 9月23日  | Fantôme Iris Concept LIVE -月光饗宴-           | 全1公演： Zepp Nagoya                  |
| 3 | 2022年 | 5月15日  | Fantôme Iris 1st LIVE -C'est la vie!- 振替公演 | 全1公演： TOKYO DOME CITY HALL         |
| 4 | 2023年 | 5月3日   | Concept LIVE 2023 Fantôme Iris in Wonderland   | 全1公演： EX THEATER ROPPONGI          |

### 合同ライブ
| #                          | 開催年                     | タイトル | 出演者                           | 共演                                       | 公演日・会場                               |
| ARGONAVIS from BanG Dream! | ARGONAVIS from BanG Dream! | ARGONAVIS from BanG Dream!                                                                                     | ARGONAVIS from BanG Dream!       | ARGONAVIS from BanG Dream!                 | ARGONAVIS from BanG Dream!                 |
| -------------------------- | -------------------------- | --- | -------------------------------- | ------------------------------------------ | ------------------------------------------ |
| 1                          | 2020年                     | ARGONAVIS AAside ライブ・ロワイヤル・フェス2020                                                                | 全員                             | Argonavis GYROAXIA 風神RIZING! εpsilonΦ    | 全1公演：10月10日 東京ガーデンシアター     |
| 2                          | 2022年                     | ARGONAVIS LIVE 2021 COVER FESTIVAL                                                                             | ランズベリー・アーサー 冬真 Sato | Argonavis GYROAXIA 風神RIZING！            | 全1公演：10月5日 KT Zepp Yokohama          |
| from ARGONAVIS             |                            | |                                  |                                            |                                            |
| 3                          | 2022年                     | ARGONAVIS LIVE 2022 : 1st SHOW ARGONAVIS LIVE 2022 COVER FESTIVAL mini 2nd SHOW from ARGONAVIS 1st LIVE -始動- | 全員                             | Argonavis GYROAXIA 風神RIZING！ εpsilonΦ   | 全2公演：1月2日 パシフィコ横浜国立大ホール |
| 4                          | 2022年                     | ARGONAVIS Concept LIVE TOUR FELIX Presents Spooky Halloween Night                                              | KENZOを除く4人                   | 伊藤昌弘 日向大輔 小笠原仁 宮内告典 めんま | 全1公演：11月3日 Zepp Sapporo              |
| 5                          | 2023年                     | from ARGONAVIS 2nd LIVE -Rezonance- DAY2                                                                       | 全員                             | Argonavis εpsilonΦ                         | 全1公演：1月8日 TOKYO DOME CITY HALL       |
| 6                          | 2024年                     | Fantôme Iris × 風神RIZING！ LIVE 2024 - 銀華雷鳴 -                                                             | 全員                             | 風神RIZING！                               | 全1公演：8月4日 Spotify O-EAST             |
| 7                          | 2025年                     | from ARGONAVIS LIVE 2025 カオティックステージ                                                                  | 全員                             | GYROAXIA εpsilonΦ                          | 日比谷公園大音楽堂                         |

### ゲスト出演イベント
| 年     | 出演日  | タイトル                                                    | 会場                                   | 備考                     |
| ------ | ------- | ----------------------------------------------------------- | -------------------------------------- | ------------------------ |
| 2023年 | 5月27日 | BUSHIROAD ROCK FESTIVAL 2023                                | 富士急ハイランド・コニファーフォレスト |                          |
| 2023年 | 8月13日 | GYROAXIA LIVE TOUR 2023 KICK-START                          | 仙台GIGS                               | ゲストアクト             |
| 2023年 | 8月20日 | GYROAXIA LIVE TOUR 2023 KICK-START                          | Zepp Nagoya                            | ゲストアクト             |
| 2024年 | 1月5日  | from ARGONAVIS × バンドやろうぜ! SPECIAL LIVE - CROSSOVER - | TOKYO DOME CITY HALL                   | 対バン：GYROAXIA、OSIRIS |